# حكومة رشيد كرامي الخامسة
الحكومة اللبنانية السابعة والثلاثون بعد الاستقلال، والثالثة بعهد الرئيس شارل حلو، وهي خامس حكومة يترأسها رشيد كرامي. شكلت الحكومة بموجب المرسوم رقم 2422 بتاريخ 25 تموز / يوليو 1965، ونالت الثقة بموجب 61 صوتاً ضد 32 صوتاً وامتناع 1، واستقالت بتاريخ 9 نيسان / أبريل 1966.

## أعضاء الحكومة
- رشيد كرامي رئيساً لمجلس الوزراء ووزيراً للدفاع الوطني ووزيراً للمالية.
- نجيب علم الدين وزيراً للإرشاد الأنباء ووزيراً للسياحة.
- جورج فيليب نقاش وزيراً للأشغال العامة والنقل.
- رفيق نجا وزيراً للاقتصاد الوطني.
- جوزف نجار وزيراً للبرق والبريد والهاتف ووزيراً للتصميم العام ووزيراً للزراعة.
- سيلمان الزين وزيراً للتربية الوطنية والفنون الجميلة.
- جورج حكيم وزيراً للخارجية والمغتربين.
- محمد كنيعو وزيراً للداخلية ووزيراً للصحة العامة.
- إميل تيان وزيراً للعدل.
- وجدي ملاط وزيراً للعمل والشئون الاجتماعية.

### تعديلات حكومية
- في 21 كانون الأول / ديسمبر 1965 أجري تعديل حكومي تم خلاله تعين وزير جديد وتوزيع مناصب جديده كالتالي:
  - ميشال خوري وزيراً للإرشاد والأنباء ووزيراً للدفاع الوطني ووزيراً للسياحة.
  - نجيب علم الدين وزيراً للأشغال العامة والنقل.
- في 31 كانون الثاني / يناير 1966 أجري تعديل وزاري تم خلاله تعيين وزيرين جديدين كالتالي:
  - بيار داغر وزيراً للتصميم العام.
  - رضا وحيد وزيراً للصحة العامة.

## وصلات خارجية
- موقع رئاسة مجلس الوزراء الرسمي